# بخش خارابالینسکی
بخش خارابالینسکی (به لاتین: Kharabalinsky District) یک منطقهٔ مسکونی در روسیه است که در استان آستراخان واقع شده‌است.